# Ulf Långbacka
Ulf Långbacka (* 1957) ist ein finnisch-schwedischer Dirigent und Komponist.
Långbacka wurde an der Sibelius-Akademie in Helsinki ausgebildet. Er legte 1987 das Diplom in Chorleitung ab. Er war Leiter des Kammerchores Cantabile und ist seit 1991 Musiklektor bei der Åbo Akademi, Finnlands schwedischsprachiger Akademie.  Er ist Dirigent des Frauenchores Florakören und des Studentenchores Brahe Djäknar. Långbacka war 1993–1996 Verbandsdirigent des finnisch-schwedischen Chorverbandes. Er hat Chorwerke und Kammermusik komponiert, u. a. die Promotionskantate Det inre ljuset (Das innere Licht), geschrieben zum 80. Jahrestag der Åbo Akademi.  Långbacka war außerdem Dozent in Chorleitung bei der Sibelius-Akademie.
| Personendaten    | Personendaten                                |
| ---------------- | -------------------------------------------- |
| NAME             | Långbacka, Ulf                               |
| KURZBESCHREIBUNG | finnisch-schwedischer Dirigent und Komponist |
| GEBURTSDATUM     | 1957                                         |